# Уолден, Джордж
Джордж Гордон Харви Уолден (род. 15 сентября 1939 года) — британский журналист, бывший дипломат и бывший политик Консервативной партии, который был министром высшего образования в 1985—1987 годах.

## Образование
Уолден учился в Высшей школе Латимера, Хаммерсмит; в Колледже Иисуса при Кембридже; а также получил послевузовское профессиональное образование в Московском университете. Уже будучи на дипломатической службе, в 1965—1967 годах он изучал китайский язык в Гонконгском университете, провёл год (1973—1974) в Национальной школе администрации (Франция) и ещё столько же в Гарварде (1981—1982), взяв годичный отпуск.

## Дипломатическая служба
Уолден устроился в Форин-офис в 1962 году и работал там в качестве исследователя до 1965 года, когда отправился в Гонконг для изучения китайского языка. После этого он был назначен вторым секретарём в команде британского поверенного в делах в Пекине (в то время не было посла) и работал там в течение 1967—1970 годов. Будучи первым секретарём, в 1970—1973 годах он работал в советском отделе Форин-офиса (в это время он был официально назначен сотрудником дипломатической службы). Проведя год в Национальной школе администрации, он в 1974—1978 годах работал в посольстве Великобритании в Париже. Затем он был назначен главным приватным секретарём министра иностранных дел Великобритании, занимал пост при Дэвиде Оуэне и лорде Карингтоне, от последнего в 1981 году получил орден Святых Михаила и Георгия. После обучения в Гарварде в 1982—1983 годах он возглавлял команду планирования в Форин-офисе, а затем покинул дипломатическую службу, чтобы стать депутатом.

## Политика
Уолден был избран депутатом от Букингемского округа на парламентских выборах 1983 года. В 1984—1985 годах он был парламентским частным секретарём тогдашнего министра образования и науки сэра Кита Джозефа и министром высшего образования в 1985—1987 годах. Он переизбирался в Парламент Великобритании в 1987 и 1992 годах и ушёл из политики после парламентских выборов 1997 года.

## Личная жизнь
В 1970 году Джордж Уолден женился на историке искусства Саре Хант, дочери личного врача Уинстона Черчилля. Свояк Уолдена — историк Пол Джонсон. У Уолденов есть два сына и дочь по имени Селия Уолден — журналист, писатель и критик.
В 1991—2002 годах Уолден писал колонку в Evening Standard, в настоящее время продолжает спорадически писать статьи для различных изданий.

## Труды
- The Shoeblack and the Sovereign: Reflections on Ethics and Foreign Policy, New York: St. Martin’s Press, 1988. ISBN 0312022816
- The Blocked Society, Cambridge: Tory Reform Group, 1990
- Ethics and Foreign Policy, London: Weidenfeld & Nicolson, 1990. ISBN 978-0-297-82021-5
- We Should Know Better: Solving the Education Crisis, London: Fourth Estate, 1996. ISBN 1857025202
- Lucky George: Memoirs of an Anti-Politician, London: Allen Lane, 1999. ISBN 0713993162
- The New Elites: Making a Career in the Masses, London: Allen Lane, 2000. ISBN 0713993170
- Who’s a Dandy?: Dandyism and Beau Brummell, London: Gibson Square, 2002. ISBN 1903933188
- God Won’t Save America: Psychosis of a Nation, London: Gibson Square, 2006. ISBN 190393379X
- Time to Emigrate?, London: Gibson Square, 2006. ISBN 1903933935 (new edition 2007, ISBN 1906142009)
- China: A Wolf in the World?, London: Gibson Square, 2011. ISBN 1906142173